# 藤樫準二
藤樫 準二（とがし じゅんじ、1897年〈明治30年〉4月16日 - 1985年〈昭和60年〉7月27日）は、皇室記者。　

## 人物・来歴
富山県出身。中央大学中退。1920年萬朝報社入社、1925年に東京日日新聞、のち毎日新聞に転じた。長年にわたり宮内省（のち宮内庁）担当記者として、皇室関係の報道にたずさわった。

## 著書
- 『皇室大観』東京日日新聞社、1937年4月。 NCID BN11997066。全国書誌番号:46052277。
- 『聖上陛下の御日常』東京日日新聞社・大阪毎日新聞社、1937年12月。 NCID BA83000238。全国書誌番号:46060482。
- 『勅定褒章録』生活社、1939年6月。 NCID BA36629140。全国書誌番号:46064552。
- 『皇室敬語便覧』東京日日新聞社、1940年10月。 NCID BN15223412。全国書誌番号:46052794。
- 『仰ぐ御光』大道書房、1942年10月。 NCID BA33578280。全国書誌番号:46005927。
- 『恩賞考』晴南社、1944年7月。 NCID BN05563629。全国書誌番号:46009077。
- 『仰ぐ御光』桜菊書院、1945年3月。全国書誌番号:46005926。
- 『陛下の"人間"宣言 旋風裡の天皇を描く』同和書房、1946年9月。 NCID BN03592808。全国書誌番号:46005871。
  - 「陛下の"人間"宣言――旋風裡の天皇を描く」『初期在北米日本人の記録』 北米編 第89冊、奥泉栄三郎監修（電子復刻版）、文生書院〈Bunsei Shoin digital library〉、2007年5月。ISBN 9784892533525。 NCID BA82274293。全国書誌番号:21261398。
- 『皇室の栞』桜菊書院、1948年9月。 NCID BA39944880。全国書誌番号:48010216。
- 『われらの象徴民主天皇』東光協会出版部、1949年4月。全国書誌番号:49000428。
- 『千代田城 宮廷記者四十年の記録』光文社、1958年11月。 NCID BN0550713X。全国書誌番号:59000702。
- 『日本の勲章 国の表彰制度』第一法規出版、1965年1月。 NCID BN05207307。全国書誌番号:64013028。
- 『皇室事典』毎日新聞社、1965年5月。 NCID BN06427331。全国書誌番号:65003787。
- 『勲章』保育社〈カラーブックス 244〉、1972年4月。 NCID BN1388014X。全国書誌番号:72003542。
- 『皇室事典』明玄書房、1976年11月。 NCID BN06127983。全国書誌番号:73019850。
  - 『皇室事典』（増訂版）明玄書房、1989年4月。 NCID BN05633757。全国書誌番号:89054482。
- 『天皇とともに五十年 宮内記者の目』毎日新聞社、1977年11月。 NCID BN03288862。全国書誌番号:77012656。